# Mire de Tibães
Mire de Tibães es una freguesia portuguesa perteneciente al municipio de Braga. Posee un área de 5,07 km² y una población total de 2 389 habitantes (2001). La densidad poblacional asciende a 471,2 hab/km².
- Datos: Q1804783
- Multimedia: Mire de Tibães / Q1804783